# 富山ガラス工房
富山ガラス工房（とやまガラスこうぼう、TOYAMA GLASS STUDIO）は、富山県富山市古沢に所在するガラス工房である。

## 概要
富山の売薬で知られる製薬産業の歴史を持つ富山市では明治以降、薬のガラス瓶工場が相次ぎ操業した。太平洋戦争後に廃れたガラス産業を再興しようと、
富山市は1985年（昭和60年）9月、富山市民大学にてガラス工芸コースを開設するなど「ガラスの街とやま」を目指していたが、先駆けとして1991年（平成3年）4月に、ガラス造形の専門学校である「富山市立富山ガラス造形研究所」を設置、その後、富山ガラス造形研究所の卒業生や、ガラス作家に制作の場を提供し、それら作家たちの作品の展示販売、ガラス制作の見学や制作体験、イベントをとおして地場産業の一つとして定着を目指すことを念頭に、1993年（平成5年）7月頃に着工、1994年（平成6年）3月30日に完成、翌4月1日当工房が開館した。運営者は、一般財団法人富山市ガラス工芸センターであり、館長は富山ガラス造形研究所教授である野田雄一。当工房は富山ガラス造形研究所に隣接している。また、富山市ファミリーパークも隣接している。
2015年（平成27年）8月22日に富山市西町に開館した、富山市ガラス美術館6階「グラス・アート・ガーデン」に展示されているデイル・チフーリの作品の内3点は、本人並びにデイル・チフーリ の工房「チフーリ・スタジオ」のスタッフが来日して当工房で制作したものである。

## 交通アクセス
- E8 北陸道 富山西ICから車で約5分。
- JR富山駅から車で約20分。